# Rien Koopman
Rien Koopman (Halsteren, 2 juli 1956) is een voormalig voetbalscheidsrechter uit Nederland, die sinds 1991 in het betaald voetbal ging arbitreren. Daarvoor was hij 15 jaar scheidsrechter in het amateurvoetbal. Hij is tevens bedrijfseigenaar in Tholen.
Koopman stond op de A-lijst van de KNVB, de hoogste categorie van Nederlandse scheidsrechters. Hij floot vooral wedstrijden in de Eredivisie. In 2006 maakte Koopman bekend te stoppen met het arbitreren. Zijn laatste wedstrijd was het duel tussen Ajax en FC Groningen op 27 december 2005.

## Bedrijf
Koopman is tevens eigenaar van een bedrijf dat spullen voor winkelinrichting verkoopt. Dit bedrijf kwam september 2007 in het nieuws omdat het op het bedrijf op een bedrijventerrein in Halsteren door een grote brand vrijwel geheel in de as werd gelegd. Het lukte het bedrijf wel om een doorstart te maken.